# 파리 메트로 11호선
파리 메트로 11호선(Ligne 11 du Métro de Paris)은 파리교통공단(RATP)이 운영하는 파리 메트로의 노선으로, 파리 중앙의 Châtelet역에서 동부 교외의 로니-부와-페르예(Rosny-Bois-Perrier)역에 이르는 전장 11.7km의 노선이다. 노선색은 갈색이며 최초로 고무 타이어를 장비한 차량이 투입된 노선이기도 하고, 3bis와 7bis의 두 지선을 제외하면 가장 짧은 노선이기도 하다. Châtelet역에서 Mairie des Lilas역까지 25분이 소요된다.

## 연혁
1922년 12월, 파리시 의회는 시 북동부의 교통편의를 향상시키기 위한 지하철 노선의 신설을 결정하였다. 이 노선은 Belleville 지구의 삭도와 북동부 지역의 여러 버스 노선을 대체하는 데 그 중점이 두어졌고 Châtelet에서 République를 거쳐 Porte des Lilas에 이르는 노선으로 규정되었다.
1931년 9월에 착공되었으나 좁은 도로 지하에서의 굴착과 기반이 허약한 지상의 일부 건축물들로 인해 공사는 난항되었다. 또한 생 마르탱 운하와 파리 순환 철도라는 장애물로 인해 Jourdain과 Télégraphe의 두 역은 파리 메트로에서 가장 깊은, 지하 20미터의 위치에 만들어지기에 이르렀다(30년 먼저 생 마르탱 운하와 교차하게 건설된 2호선이 고가로 운하를 넘어갔던 것에 비하면 기술이 발전되었다 볼 수 있다).
1954년에는 소음 저감 등의 목적으로 시작 차량인 MP 51형으로 시험(이를 위해 1952년부터 1956년까지 La voie navette가 독립 노선으로써 영업했다)을 거듭해 오던 RATP가 이 노선을 최초의 고무타이어 궤도로 할 것을 정하고 약 2년에 걸쳐 공사가 이루어졌다. 1956년에 공사는 완료되었고 MP 55형이 투입되어 운행되기에 이르렀다.
- 1935년 4월 28일 : Châtelet∼Porte des Lilas간 개통.
- 1937년 2월 17일 : Porte des Lilas∼Mairie des Lilas간 연장개통.
- 1944년 5월 12일 - 1945년 3월 5일 : 파리가 나치 도이칠란트에 점령되어 영업중지, 내부가 군수공장 등으로 사용됨.
- 1954년 - 1956년 : 고무타이어 궤도로 개조하는 공사가 이뤄짐.
- 1999년 1월 : MP 55형 퇴역. 모든 차량이 MP 59형으로 통일됨.
- 2024년 6월 13일 : Rosny-Bois-Perrier∼Mairie des Lilas간 연장 개통.

## 차량

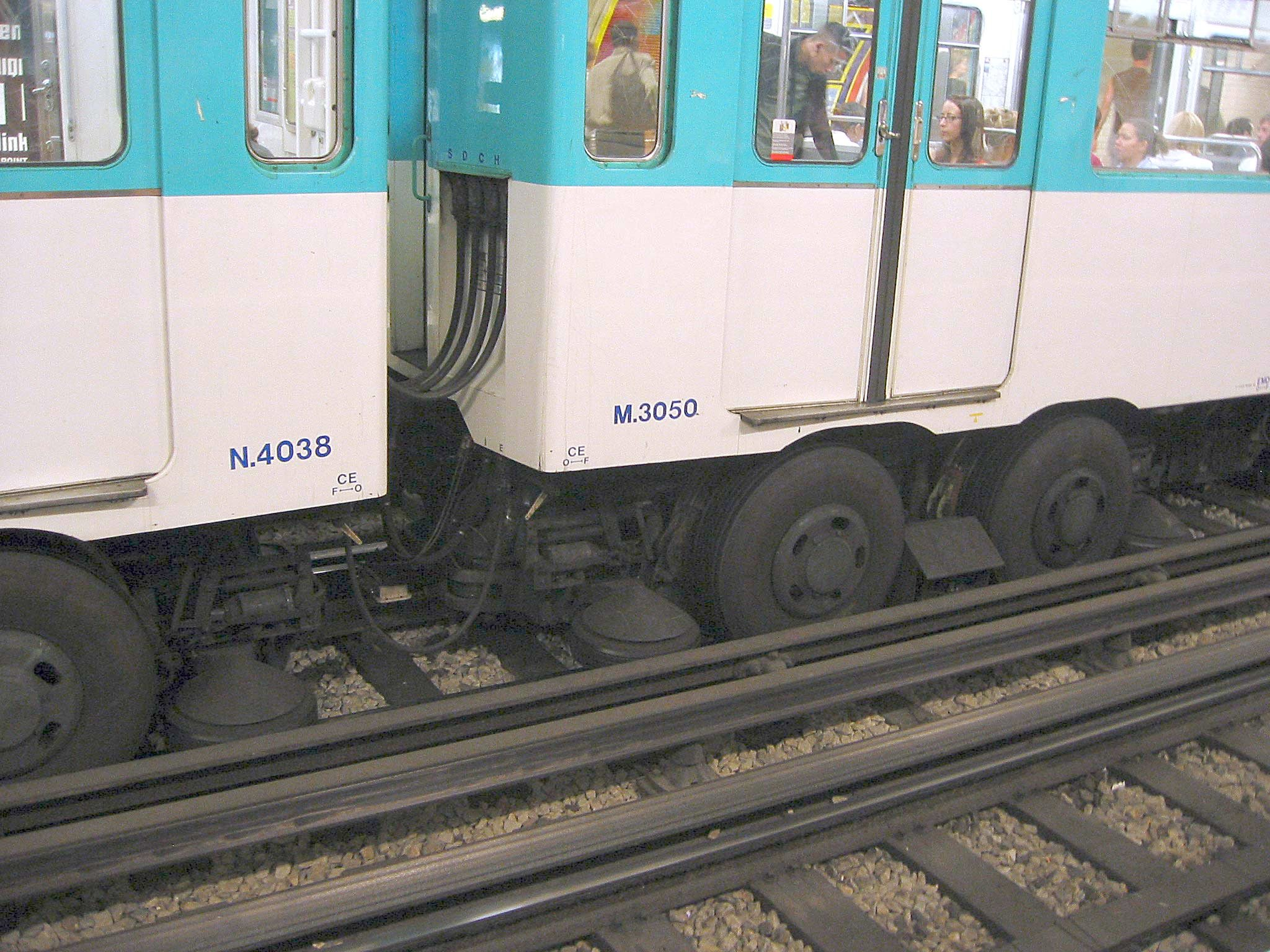
MP 59의 대차 부분

1999년까지 파리 메트로 최초의 양산형 고무타이어 차량인 MP 55형이 운행되었던 이 노선은 현재는 후속 차량인 MP 59형이 Mc-T-M-Mc의 4량 편성으로 운행되고 있으며, 장차 MP 09형(MF 2000형의 고무 타이어 장비 형태)으로 대체될 예정이다.
차량기지는 로니-부와-페르예(Rosny-Bois-Perrier)역 서쪽에 있는 Rosny-sous-Bois 기지가 사용되고 있으며 중검수는 1호선의 Fontenay 기지에서 이뤄진다. 그 외에 Châtelet역 인근에도 간이 차량기지가 있다. 11호선의 두 기지는 모두 지하에 위치하고 있다.

## 노선도 및 정거장

파리 메트로 11호선 노선도

## 역

Châtelet역의 각 노선의 위치관계도

- Châtelet
  - 접속노선 :  ■1호선, ■4호선, ■7호선, ■14호선
  - 파리 메트로의 일대 중심역. RER A호선, B호선, D호선의 Châtelet-Les Halles역과 연결되어 있어 환승 가능.
- Hôtel de Ville
  - 접속노선 :  ■1호선
  - 이름대로 파리 시청이 인근에 있다.
- Rambuteau
  - 조르주 퐁피두 센터(Centre national d'art et de culture Georges-Pompidou)가 인근에 있다.
  - Rambuteau∼Arts et Métiers사이에 3호선과의 연결선이 있다. 이는 11호선의 다른 노선과의 유일한 연결선이다.

- Arts et Métiers
  - 접속노선 :  ■3호선

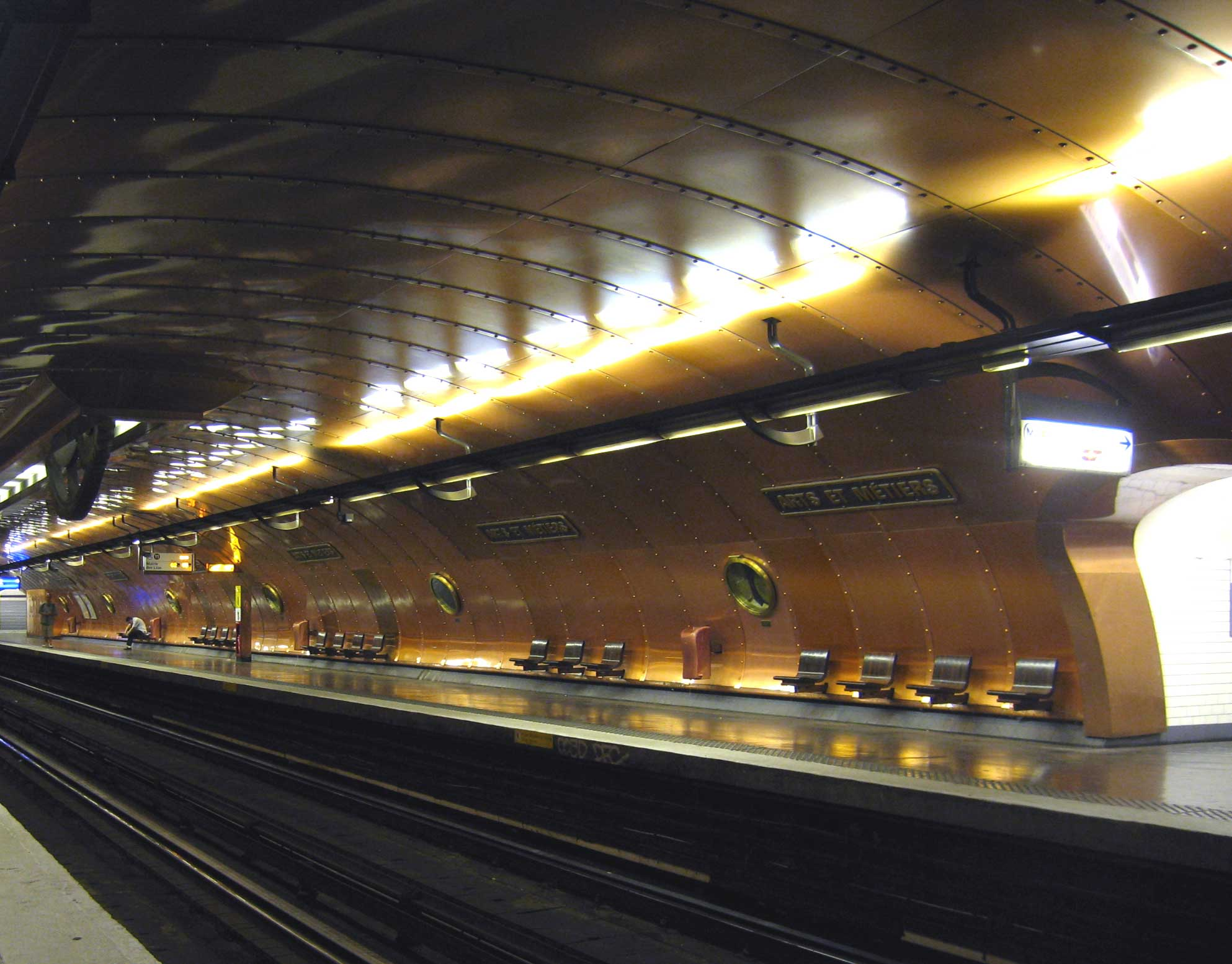
Arts et Métiers역의 11호선 승강장

  - 프랑스 국립 공예원(Conservatoire national des Arts et Métiers)이 인근에 있다.
- République
  - 접속노선 :  ■3호선, ■5호선, ■8호선, ■9호선
  - République 광장의 지하에 있다. 14호선이 개통되기 전에는 가장 많은 노선이 교차하는 환승역이었다.
- Goncourt

- Belleville
  - 접속노선 :  ■2호선
- Pyrénées
- Jourdain
- Place des Fêtes
  - 접속노선 :  ■7bis호선
- Télégraphe

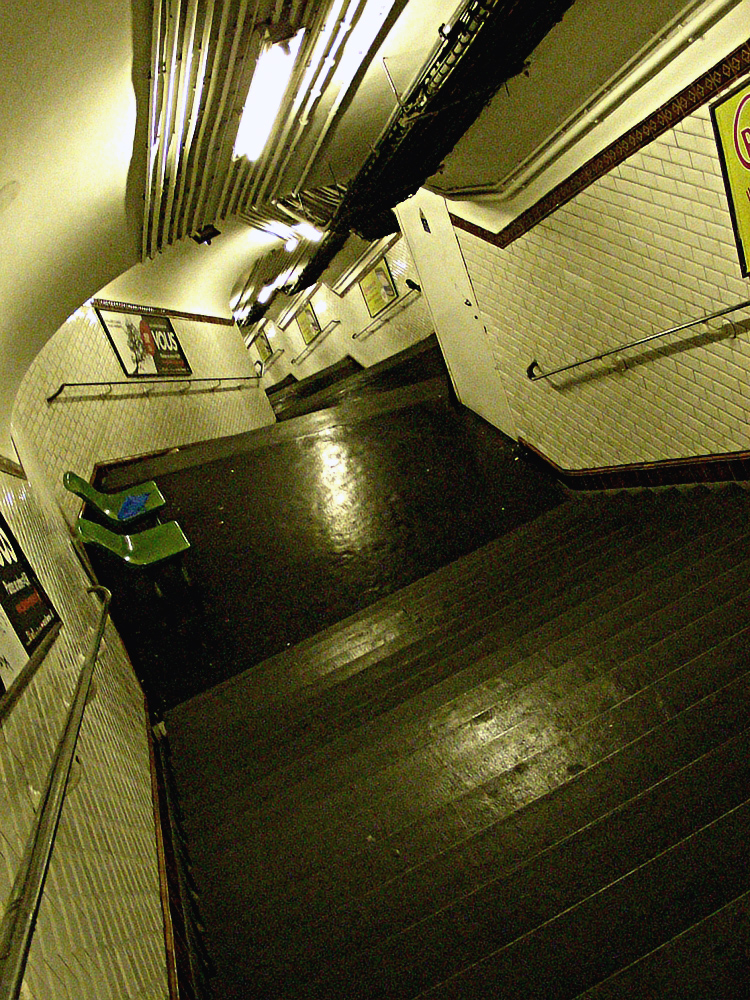
Télégraphe역의 계단

  - 깊이가 지하 20m로 파리 메트로에서 가장 깊은 곳에 위치하고 있는 역이다.
- Porte des Lilas
  - 접속노선 :  ■3bis호선
- Mairie des Lilas
  - 동쪽으로 Lilas 차량기지가 있다.

## 장래 계획
- SDRIF에 따르면 동쪽으로 RER E호선의 Rosny-Bois-Perrier역까지 약 5km를 연장할 계획이 있다. 이하는 연장구간의 역(이름은 모두 가칭)의 목록이다. Montreuil Hôpital까지는 2013년까지, Rosny-Bois-Perrier까지는 2020년까지의 개통을 목표로 하고 있다.

Quartier des Sentes - Place Carnot - Montreuil Hôpital - Boissière - Rosny-Bois-Perrier(RER E호선 접속)

## 같이 보기
- 지하철 목록

## 참고 문헌
- Jean Tricoire, Un Siècle de Métro en 14 Lignes: De Bienvenüe à Météor, 제3판, La Vie du Rail, 2004년, ISBN 2-915034-32-X.